# Olaf Müller (Autor, 1959)
Olaf Müller (* 30. September 1959 in Düren) ist ein deutscher Verwaltungsangestellter und nebenberuflicher Kriminalschriftsteller.

## Beruflicher Werdegang
Nach seinem Schulabschluss und einer Buchhändlerlehre studierte Müller von 1981 bis 1989 Neuere Deutsche Literaturgeschichte, Komparatistik und Philologie an der RWTH Aachen. Anschließend betätigte er sich zunächst in seinem erlernten Beruf und als Journalist. Von 1991 bis 1995 war Olaf Müller wissenschaftlicher Mitarbeiter des Landtagsabgeordneten Hans Alt-Küpers (SPD).
Im Herbst 1995 begann Müller in der Aachener Stadtverwaltung zu arbeiten. Zunächst im städtischen Kulturamt für die kulturelle Zusammenarbeit in der Euregio Maas-Rhein zuständig, wechselte er 1996 ins Amt für Wirtschaftsförderung. Seitdem ist er federführend an der Organisation und dem Rahmenprogramm des jährlichen Karlspreises beteiligt und ist Herausgeber zahlreicher Publikationen zu diesem Thema. Am 1. März 2007 wurde Olaf Müller zum Leiter des neu geschaffenen Kulturbetriebes der Stadt Aachen ernannt.
2014 bewarb sich Müller vergeblich im Vorfeld der Kommunalwahl 2015 für die Nominierung der SPD zum Landratskandidaten im Kreis Düren.
Olaf Müller lebt in Düren.

## Karriere als Kriminalautor
2018 erschien Müllers erster Kriminalroman Rurschatten. Inzwischen sind im Gmeiner-Verlag neun Romane um den Kommissar Fett erschienen. Es handelt sich um Krimis mit regionalen und zeithistorischen Bezügen.

## Auszeichnungen (Auswahl)
- 2008: Kavalierskreuz des Verdienstordens der Republik Polen[3]
- 2009: Polonicus-Preis für deutsch-polnischen Dialog
- 2019: Krüzzbrür-Orden des Pfarrausschusses Heilig Kreuz Aachen[4]

## Werke (Auswahl)

### Als Autor

#### Reihe Kommissar Fett
- Rurschatten. Gmeiner Verlag, 2018, ISBN 978-3-8392-2331-4.
- Allerseelenschlacht. Gmeiner Verlag, 2019, ISBN 978-3-8392-2506-6.
- Tote Biber schlafen nicht. Gmeiner Verlag, 2020, ISBN 978-3-8392-2766-4.
- Herr über Leben und Tod bist Du. Gmeiner Verlag 2021, ISBN 978-3-8392-6918-3.
- Rommels Gold. Gmeiner Verlag, Meßkirch 2022, ISBN 978-3-8392-0188-6.
- Asche im Venn. Gmeiner Verlag, Meßkirch 2023, ISBN 978-3-8392-0325-5.
- Endstation Rursee. Gmeiner Verlag, Meßkirch 2024, ISBN 978-3-8392-0586-0.
- Adiós, Aachen. Gmeiner Verlag, Meßkirch 2024, ISBN 978-3-8392-0669-0.

#### Einzelwerk
Kommissarin Theresa Rosenthal und Kommissar Fett ermitteln
- Die Macht am Rhein. Mit Maren Friedländer, Gmeiner Verlag, 2019, ISBN 978-3-8392-2474-8.

### Als Herausgeber
- Auf dem Weg zur europäischen Einigung. Jacques Delors – internationaler Karlspreis Aachen 1992. Co-Hrsg.: Manfred Sicking, Alano-Verlag, Aachen 1992. ISBN 978-3-89399-166-2
- Polen und Deutschland in Europa : Bronislaw Geremek, Außenminister der Republik Polen, Aufsatzsammlung, Co-Hrsg.: Manfred Sicking, Einhard Verlag, Aachen 1999, ISBN 978-3-8265-4807-9
- György Konrád. Der ungarische Europäer. Internationaler Karlspreis Aachen 2001. Co-Hrsg.: Manfred Sicking, Einhard Verlag, Aachen 2001 ISBN 978-3-930701-99-5
- Der Euro. Quantensprung im Vereinten Europa. Internationaler Karlspreis zu Aachen 2002. Co-Hrsg.: Bernd Vincken, Einhard Verlag, Aachen 2002, ISBN 978-3-936342-12-3
- Der Europäische Konvent und die Verfassung der Union. Verleihung des Internationalen Karlspreises zu Aachen 2003 an Valéry Giscard d'Estaing. Co-Hrsg.: Bernd Vincken, Einhard Verlag, Aachen 2003 ISBN 978-3-936342-12-3
- Mit der Macht des Wortes : die Verleihung des ausserordentlichen internationalen Karlspreises zu Aachen an Seine Heiligkeit Papst Johannes Paul II. im Jahre 2004, Aufsatzsammlung, Co-Hrsg.: Bernd Vincken, Einhard Verlag, Aachen 2004, ISBN 978-3-936342-29-1
- Europa im Herzen. Verleihung des Internationalen Karlspreises zu Aachen 2006 an Jean-Claude Juncker Co-Hrsg.: Bernd Vincken, Einhard Verlag, Aachen 2006 ISBN 978-3-936342-52-9
- Europas Aufgaben in der Welt : Verleihung des Internationalen Karlspreises zu Aachen 2007 an Javier Solana Madariaga Aufsatzsammlung, Co-Hrsg.: Bernd Vincken, Einhard Verlag, Aachen 2007, ISBN 978-3-936342-62-8
- Europas Potenziale nutzen. Verleihung des Internationalen Karlspreises zu Aachen an Angela Merkel. Co-Hrsg.: Bernd Vincken, Einhard Verlag, Aachen 2008, ISBN 978-3-936342-70-3
- Europas Verantwortung wahrnehmen. Verleihung des Internationalen Karlspreises zu Aachen 2009 an Andrea Riccardi. Co-Hrsg.: Bernd Vincken, Einhard Verlag, Aachen 2009, ISBN 978-3-936342-75-8
- Die Integration vertiefen – Europas Stärken nutzen : Verleihung des Internationalen Karlspreises zu Aachen 2010 an Donald Tusk, Aufsatzsammlung, Co-Hrsg.: Bernd Vincken, Einhard Verlag, Aachen 2010, ISBN 978-3-936342-82-6
- Herausforderungen im Zeichen der Krise : Verleihung des Internationalen Karlspreises zu Aachen 2011 an Jean-Claude Trichet, Aufsatzsammlung, Co-Hrsg.: Bernd Vincken, Einhard Verlag, Aachen 2011, ISBN 978-3-936342-90-1
- Gestärkt aus der Krise? : Verleihung des Internationalen Karlspreises zu Aachen 2012 an Wolfgang Schäuble, Aufsatzsammlung, Co-Hrsg.: Bernd Vincken, Einhard Verlag, Aachen 2012, ISBN 978-3-943748-00-0
- EU – quo vadis? : Verleihung des Internationalen Karlspreises zu Aachen 2013 an Dalia Grybauskaitė, Konferenzschrift, Co-Hrsg.: Bernd Vincken, Einhard Verlag, Aachen 2013, ISBN 978-3-943748-15-4
- Europa 2.0. Wer, warum und wohin? Verleihung des Internationalen Karlspreises zu Aachen 2014 an Herman Van Rompuy. Co-Hrsg.: Bernd Vincken, Einhard Verlag, Aachen 2014 ISBN 978-3-943748-24-6
- Europa am Scheideweg : Verleihung des Internationalen Karlspreises zu Aachen 2015 an Martin Schulz, Konferenzschrift, Co-Hrsg.: Bernd Vincken, Einhard Verlag, Aachen 2015, ISBN 978-3-943748-32-1
- Ermutigung für Europa : Verleihung des Internationalen Karlspreises zu Aachen 2016 an Seine Heiligkeit Papst Franziskus Konferenzschrift, Co-Hrsg.: Bernd Vincken, Einhard Verlag, Aachen 2016, ISBN 978-3-943748-39-0
- Schmerzhafte Kursbestimmung für die EU : Verleihung des Internationalen Karlspreises zu Aachen 2017 an Timothy Garton Ash, Konferenzschrift, Co-Hrsg.: Bernd Vincken, Einhard Verlag, Aachen 2017, ISBN 978-3-943748-42-0
- Neuer Schwung für Europa : Verleihung des Internationalen Karlspreises zu Aachen 2018 an Emmanuel Macron, Konferenzschrift, Co-Hrsg.: Bernd Vincken, Einhard Verlag, Aachen 2018 ISBN 978-3-943748-49-9